# Distretto di Huata (Puno)
Il distretto di Huata è uno dei quindici distretti della provincia di Puno, in Perù. Si trova nella regione di Puno e si estende su una superficie di 130,37 chilometri quadrati.

Istituito il 22 agosto 1921, ha per capitale la città di Huata; nel censimento 2005 si contava una popolazione di 3.393 unità.